# Mesoplus
Mesoplus là một chi bướm đêm thuộc họ Noctuidae.